# Долішні Романці
Долішні Ро́манці (болг. Долни Романци) — село в Перницькій області Болгарії. Входить до складу общини Брезник.

## Населення
За даними перепису населення 2011 року у селі проживали 11 осіб, з них 9 осіб (81,8%) — болгари.
Розподіл населення за віком у 2011 році:
Динаміка населення: